# Сильвер, Амос Дов
Амос Дов Сильвер — основатель сети Telegrass, активист легализации каннабиса.
Амос Сильвер вырос в Цфате среди харедим, посещал ешиву в Иерусалиме.
В 15 лет нашел работу в Иерусалиме, а также начал курить марихуану, которая, по его словам, помогла ему стабилизировать свою жизнь.
В январе 2012 года Сильвер был насильно госпитализирован в психиатрическое учреждение на пять дней за управление автомобилем под влиянием марихуаны. В том же году его арестовали на 9 дней домашнего ареста за выращивание каннабиса дома. В 2012 году Сильвер был приговорен к 9 месяцам заключения за продажу марихуаны. Из них семь он отбыл в тюрьме.
В 2014 году Амос организовал в Иерусалиме митинг за легализацию марихуаны, на который пришло около тысячи человек. Он утверждает, что его деятельность по продаже марихуаны — «идеологическая»: Telegrass, по его словам — идеологический проект, шаг вперед в борьбе за легализацию марихуаны.
В марте 2017 Силвер создал платформу по торговле каннабисом Telegrass.
Амос Дов Сильвер имеет два гражданства — Израиля и США. Несколько лет прожил в США из-за опасений ареста в Израиле.
В апреле 2019 прокуратура Израиля составила обвинительный акт против 27 человек, подозреваемых в причастности к Telegrass и прикрыла виртуальный рынок марихуаны, задержав 42 подозреваемых членов в Израиле, США, Украине и Германии. Сильвер, за которым израильские правоохранители охотились более 10 лет, был задержан на Украине.
В июле Украина приняла решение о его экстрадиции в Израиль. 5 августа сотрудники СБУ доставили Сильвера в аэропорт Борисполь, откуда должны были отправить в Израиль, но он сбежал; был снова пойман в Умани.
18 августа экстрадирован в Израиль и выдан полиции.